# Eulalia mexicana
Eulalia mexicana är en ringmaskart som beskrevs av Fauchald 1972. Eulalia mexicana ingår i släktet Eulalia och familjen Phyllodocidae. Inga underarter finns listade i Catalogue of Life.